# Didymoglossum hymenoides
Didymoglossum hymenoides är en hinnbräkenväxtart som först beskrevs av Johann Hedwig, och fick sitt nu gällande namn av Edwin Bingham Copeland. Didymoglossum hymenoides ingår i släktet Didymoglossum och familjen Hymenophyllaceae. Inga underarter finns listade.

## Bildgalleri

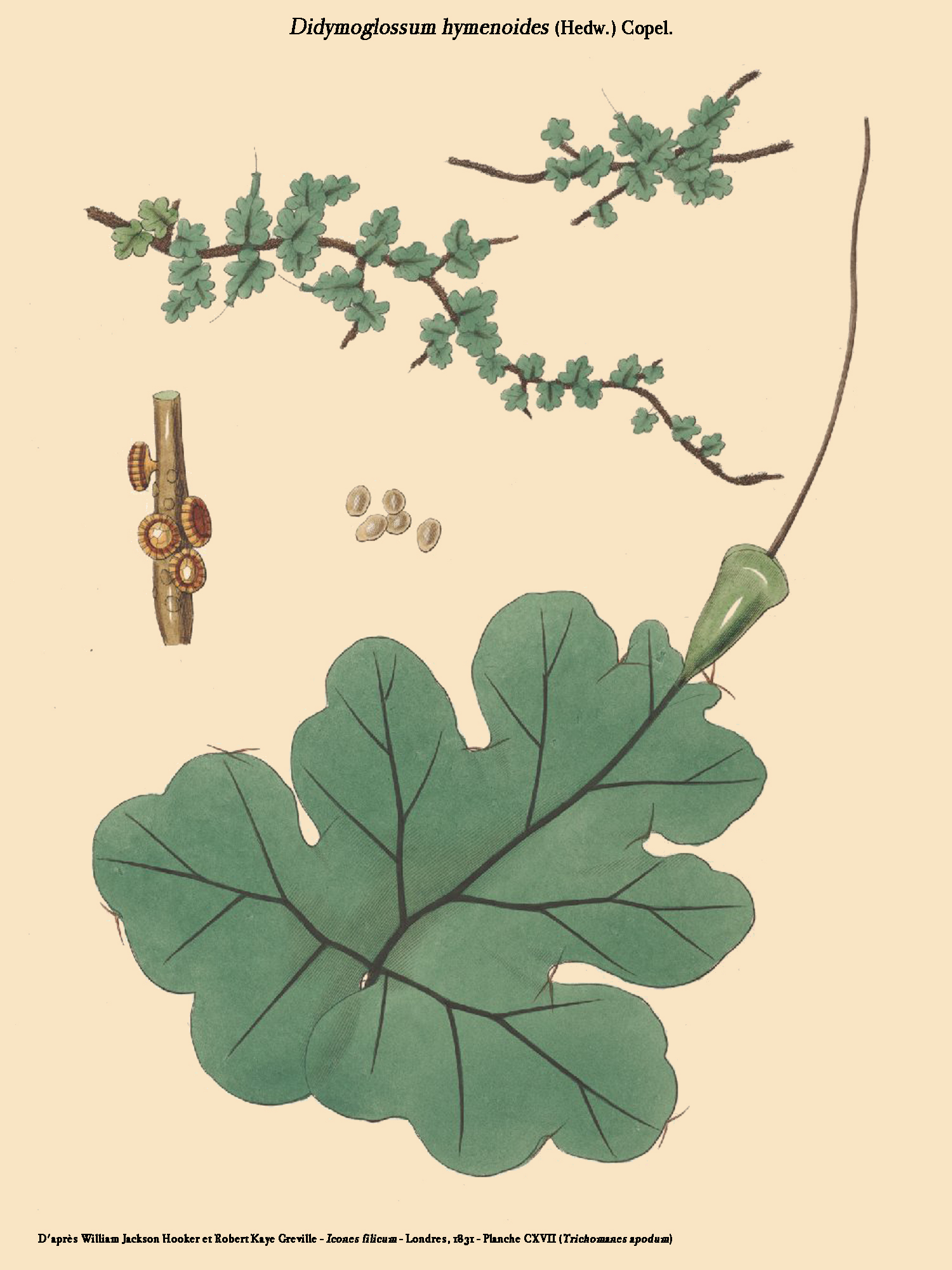